# Johannes Burchart X
Johannes Burchart X (von Bélavary de Sycava), couramment appelé von Scycava (1843-1891), est un pharmacien germano-balte d'Estonie.
Fils unique de Johannes Burchart IX, il est le dernier propriétaire-pharmacien de la dynastie des Burchart qui dirigea la Raeapteek de 1582 à 1911. 

## Biographie
De faible constitution, il réside principalement sur les bords de la Méditerranée et de la mer Noire à Kharkov. La pharmacie gérée par ses quatre sœurs - Luise (1841-1912), Augusta (1845°), épouse du peintre munichois Julius Noerr, Margarita-Teresa (1847°), épouse du commandant von Münster, et Beata-Marguerite (1852-1872), Burchart renouvelle le bail au profit du proviseur Rudolph Lehbert, ce qui apporte un renouveau économique. Dernier membre masculin de la "branche de Tallin", il meurt à Merano en 1891. La famille Burchart vend la pharmacie à Rudolf Carl Georg Lehbert (1858-1928) en 1911, mettant ainsi fin à la vieille entreprise familiale.

## Source, lien externe
- Gustavson. H., Tallinna vanadest apteekidest. Tallinn 1972 sur raeapteek.ee
- Erich Seuberlich: Liv- und Estlands älteste Apotheken: Beiträge zu deren Geschichte, p.183, Druck von W.F. Häcker, 1912